# Judo na Letniej Uniwersjadzie 2019
Zawody w judo w ramach Letniej Uniwersjady 2019 zostały rozegrane w dniach od 4 do 10 lipca 2019 r. w pawilonie Mostra d'Oltremare 6 w Neapolu. 

## Medaliści i medalistki

### Konkurencje męskie
| Konkurencja        | Złoto                | Srebro           | Brąz                                  |
| ------------------ | -------------------- | ---------------- | ------------------------------------- |
| -66 kg             | Denis Vieru          | Ranto Katsura    | Willian Lima Ismaił Chasygow          |
| -73 kg             | Jewgienij Prokopczuk | Hidayət Heydərov | Kim Chol-gwang Khikmatillokh Turaev   |
| -81 kg             | Hikaru Tomokiyo      | Lee Moon-jin     | Dorin Goțonoagă Tato Grigalaszwili    |
| -90 kg             | Johannes Pacher      | Lasza Bekauri    | Gustavo Assis Krisztián Tóth          |
| +90 kg             | Rusłan Szachbazow    | Kanta Nakano     | Kim Min-jong Mukhammadkarim Khurramov |
| Zawody open weight | Gałymżan Krikbaj     | Hadrian Livolsi  | Jur Spijkers Davlat Bobonov           |
| Zawody drużynowe   | Rosja                | Korea Południowa | Azerbejdżan Japonia                   |

### Konkurencje kobiece
| Konkurencja        | Złoto         | Srebro            | Brąz                                   |
| ------------------ | ------------- | ----------------- | -------------------------------------- |
| -52 kg             | Ryoko Takeda  | Park Da-sol       | Diyora Keldiyorova Daria Bobrikowa     |
| -57 kg             | Kana Tomizawa | Gaetane Debertd   | Natalia Gołomidowa Kim Ji-su           |
| -63 kg             | Nana Kota     | Geke van den Berg | Kamila Badurowa Baasanjargal Bayartbat |
| -70 kg             | Shiho Tanaka  | Madina Tajmazowa  | Hanna Antykało Sarah Makelburg         |
| +70 kg             | Han Mi-jin    | Maya Akiba        | Anna Guszczina Sebile Akbulut          |
| Zawody open weight | Maya Akiba    | Han Mi-jin        | Sebile Akbulut Sibilla Faccholli       |
| Zawody drużynowe   | Japonia       | Rosja             | Niemcy Korea Południowa                |

## Źródła
1. ↑  Technical Handbook - Judo [online].